# Calydia osseata
Calydia osseata är en fjärilsart som beskrevs av Bar 1876. Calydia osseata ingår i släktet Calydia och familjen nattflyn. Inga underarter finns listade i Catalogue of Life.